# Tératologie végétale
Pour un article plus général, voir Tératologie.

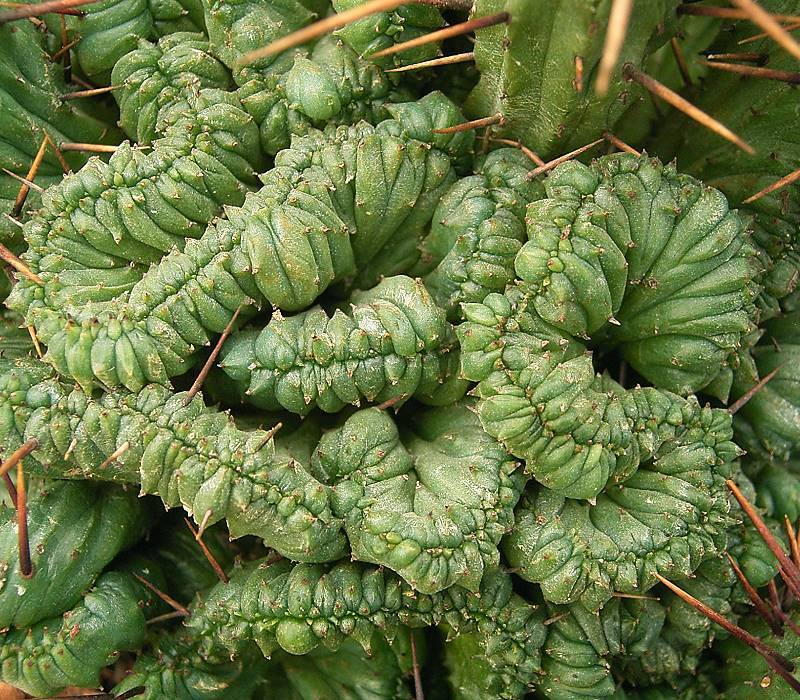
Exemple de tératologie végétale avec une cristation d'un Euphorbia enopla.

La tératologie végétale est une discipline de la botanique et une branche de la tératologie qui vise à étudier les déformations anormales des plantes.

## Anomalies végétales
Les plantes peuvent subir des mutations qui occasionnent des déformations telles que :
- fasciation : développement de l'apex en faisceau au lieu de circulaire,
- cristation : développement de l'apex en crête,
- variégation : dégénérescence des gènes, se manifeste notamment par des anomalies de pigmentation,
- virescence : développement anormal d'une pigmentation verte dans des parties de plantes qui normalement ne le sont pas,
- phyllodie : organes floraux ou fruits transformés en feuilles,
- balai de sorcière : multiplication excessive des rameaux,
- pélorie : fleur zygomorphe qui revient à une symétrie ancestrale actinomorphe,
- prolifération : fleur qui pousse dans une fleur, etc,
- fleur double : fleur possédant des pétales surnuméraires (plus de deux fois).

Les galles ne font pas partie de la tératologie végétale car il s'agit d'excroissance dues à un facteur externe à la plante (piqûres d'insectes, etc).

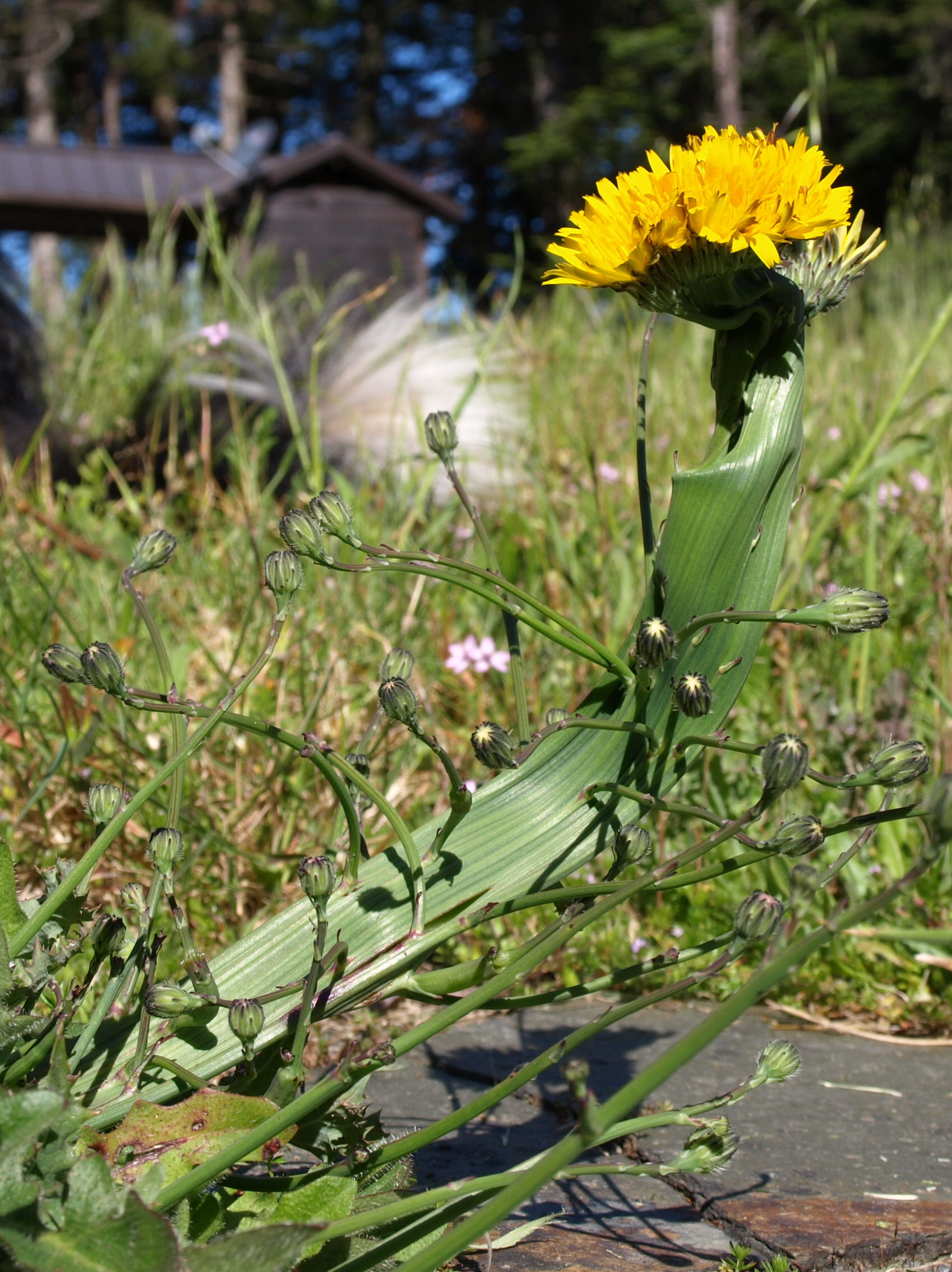
Fasciation d'un pissenlit
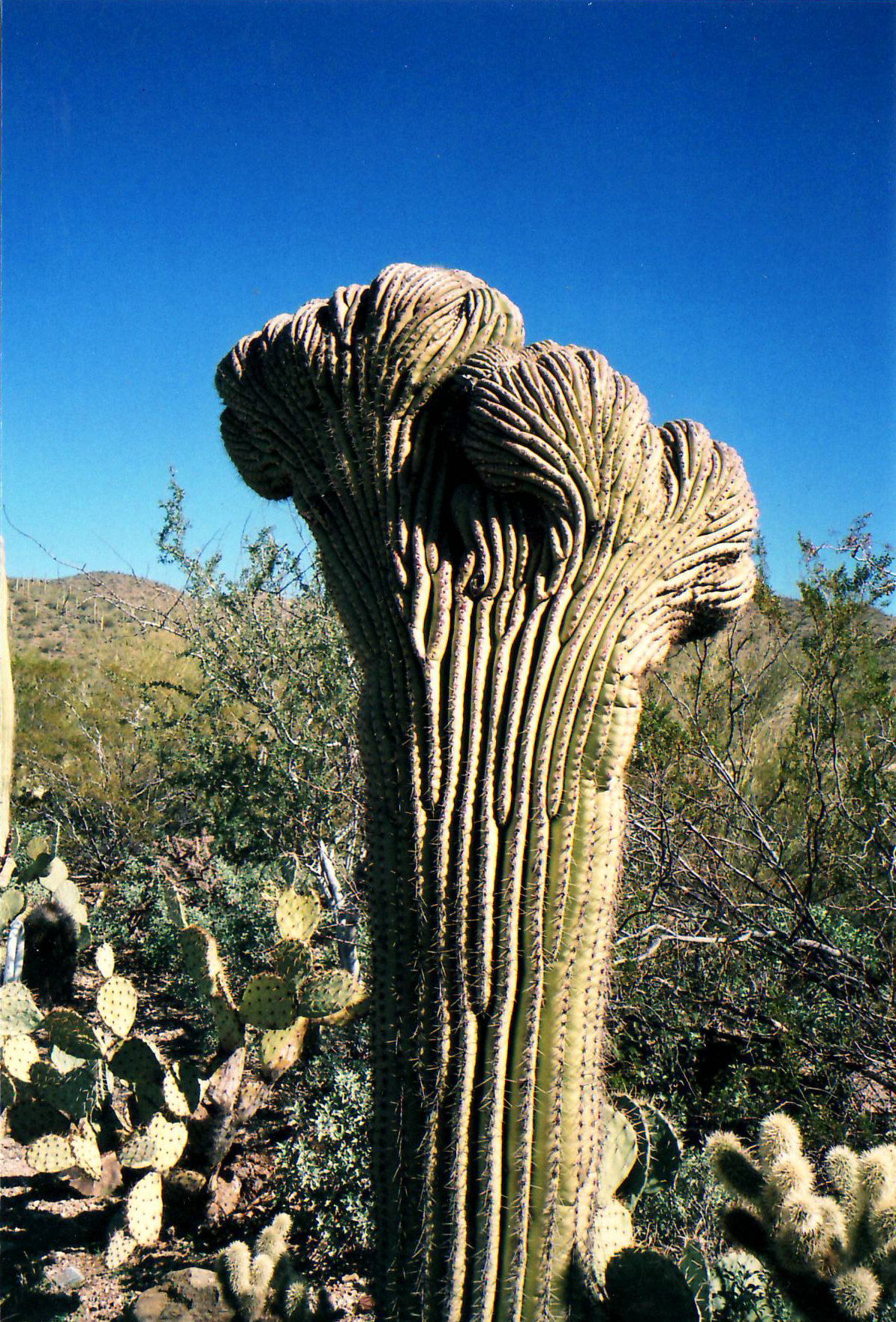
Cristation d'un cactus Carnegiea gigantea
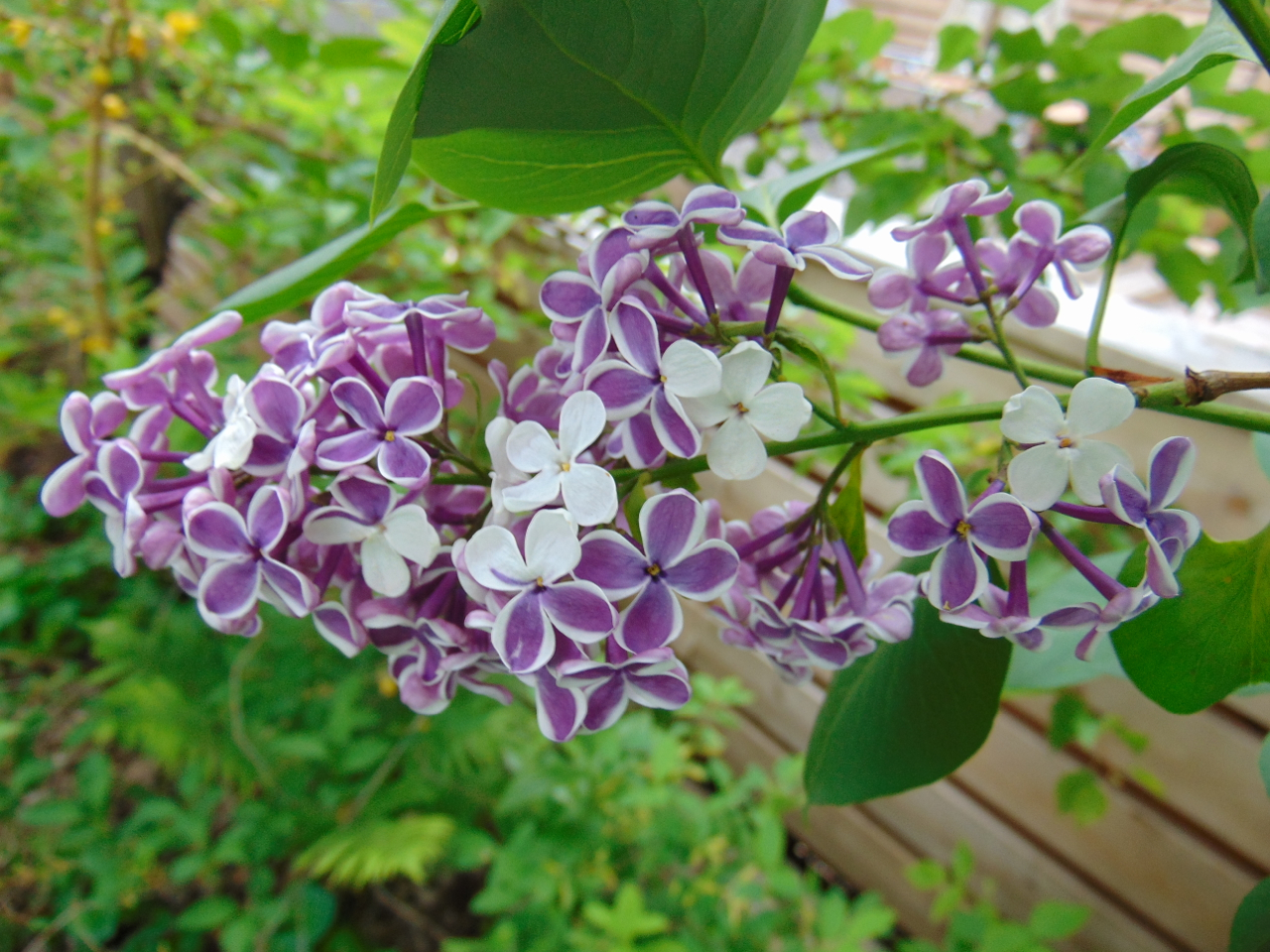
Variégation chez un lilas
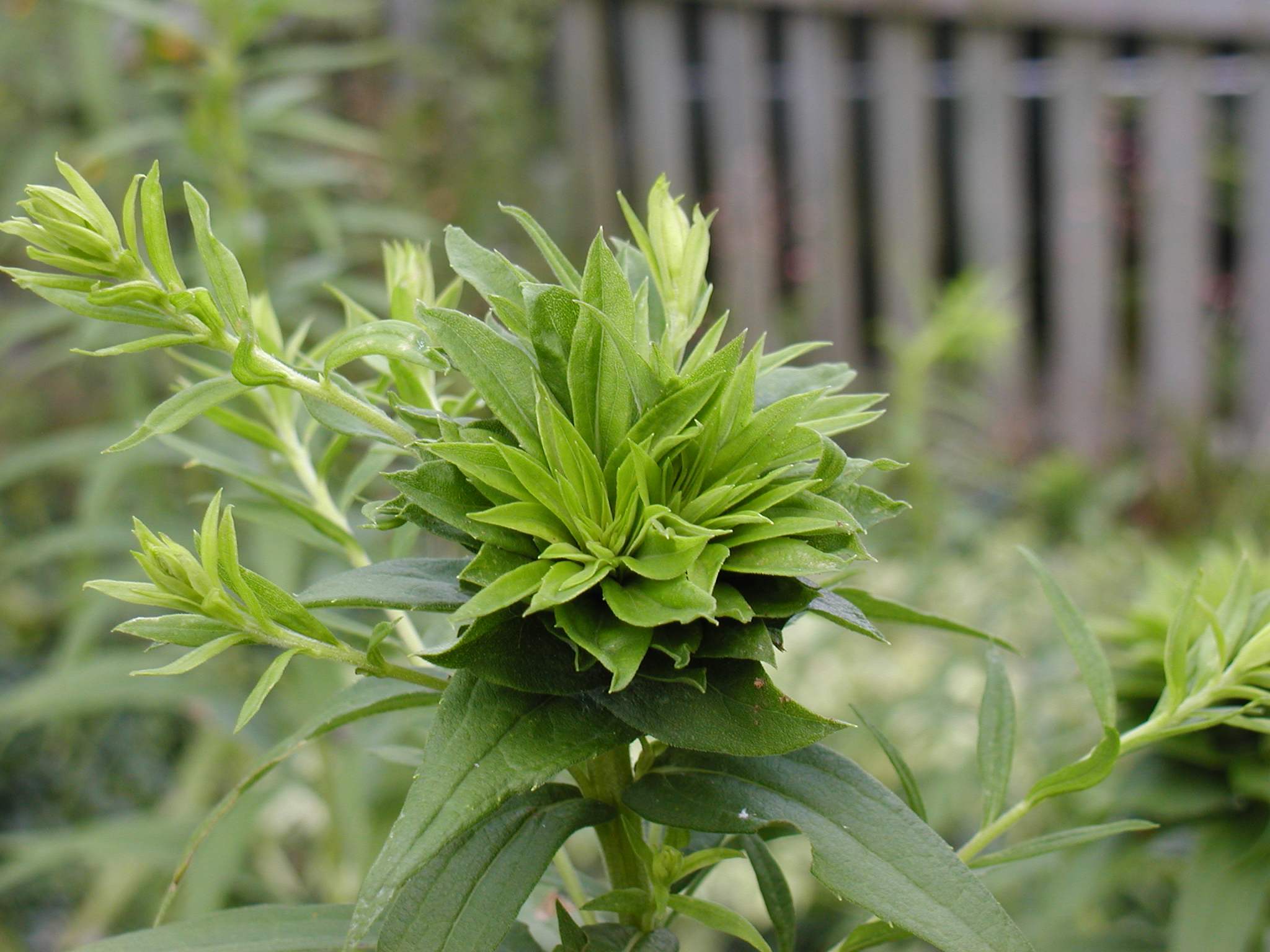
Aster présentant une phyllodie
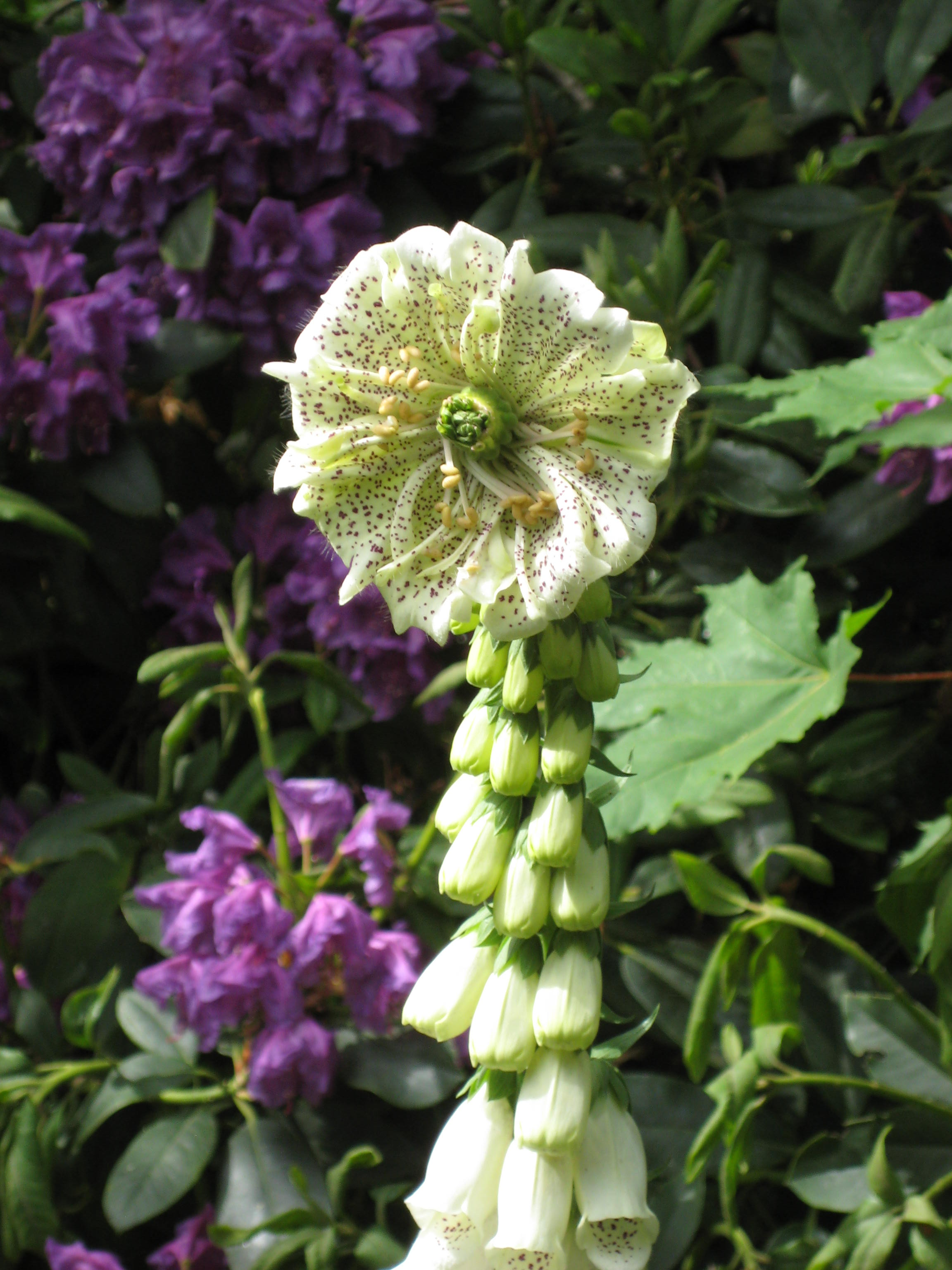
Digitale pseudo-pélorique
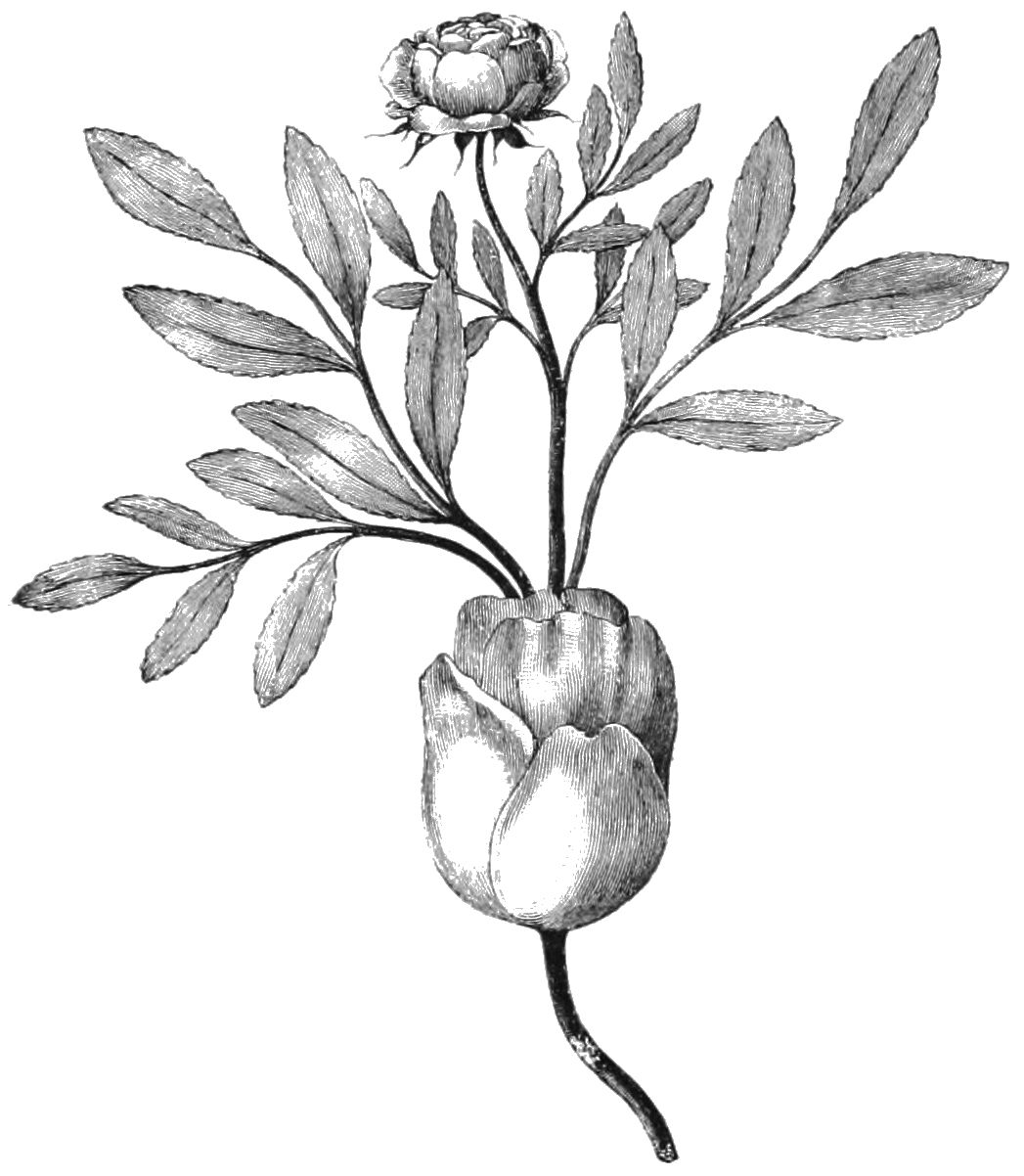
prolifération d'un rosier